# Ketill Þórisson
Ketill þrymur Þórisson (Ketil thrymur Thorisson, apodado el Recio n. 860), también Ketill de Njarðvík fue un caudillo vikingo de Verdal, Nord-Trøndelag en Noruega. Participó en expediciones vikingas hacia las islas británicas y se casó en 909 con Arnheiður Ásbjörnsdóttir (n. 875), hija de un jarl llamado Ásbjörn de las Hébridas. Posteriormente emigraron a Islandia, donde fundaron un asentamiento en Valþjotstaður í Fljótsdal, Norður-Múlasýsla y se convirtió en el primer goði del clan familiar de los Þrymlingar. De esa relación nació un hijo, Þiðrandi Ketilsson. La figura de Ketill también se cita en la saga de Egil Skallagrímson, Brandkrossa þáttr y Gunnars þáttr Þiðrandabana.